# 松島悠佐
松島 悠佐（まつしま ゆうすけ、1939年3月15日 - ）は、福岡県出身の軍事評論家、元陸上自衛官（最終階級は陸将）。

## 来歴
- 防衛大学校第5期生として卒業後、陸上自衛隊に入隊[1]。主な職歴としてドイツ連邦軍指揮大学留学、在西ドイツ大使館防衛駐在官、陸上幕僚監部防衛部長、第8師団長（第17代・1991年）、中部方面総監（第19代・1993年）[1]。初級幹部時の職種は、特科及び高射特科[1]。

- 中部方面総監在任中の1995年1月17日に発生した阪神・淡路大震災への対処にあたり[2]、その後、1995年6月30日に退官[1]。退官後は、ダイキン工業常務取締役を務めながら軍事評論家として出演する一方、防災関連の著書を多く執筆する。2007年からは防衛システム研究所・代表取締役[1]。

- 1998年の第18回参議院議員通常選挙で青年自由党公認で比例代表区(名簿順位2位)から立候補するも落選。

- 現在、日本戦略研究フォーラム監事。平成23年（2011年）春の叙勲において瑞宝中綬章を受章[3]。

## 著書等
- 『阪神大震災・自衛隊かく戦えり』（時事通信社、1996年）ISBN 4-7887-9621-X
- 『震災自衛マニュアル』中濱慶和共著（大村書店、1999年）ISBN 4-7563-1079-6
- 『自衛隊員も知らなかった自衛隊』（ゴマブックス、2004年）ISBN 4-7771-0020-0
- 『大震災が遺したもの』（内外出版、2005年）ISBN 4-9314-1005-7
- 『戦争の教科書』（ゴマブックス、2006年）ISBN 4-7771-0271-8
- 『教育改革は自衛隊式で』（内外出版、2007年）ISBN 978-4-931410-13-8
- 『内側から見た自衛隊』（幻冬舎、2008年）ISBN 978-4-344-41181-4
- 『国防論』 田母神俊雄・川村純彦・勝谷誠彦（アスコム、2009年） ISBN 978-4-7762-0548-7
- 『自衛隊を国防軍にする理由　憲法改正へ！今こそ知りたい自衛隊Q&A』（明成社、2014年）ISBN 978-4-905410-26-3